# Implantowane elektrody domózgowe

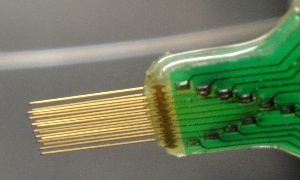
Przykład implantowanej elektrody

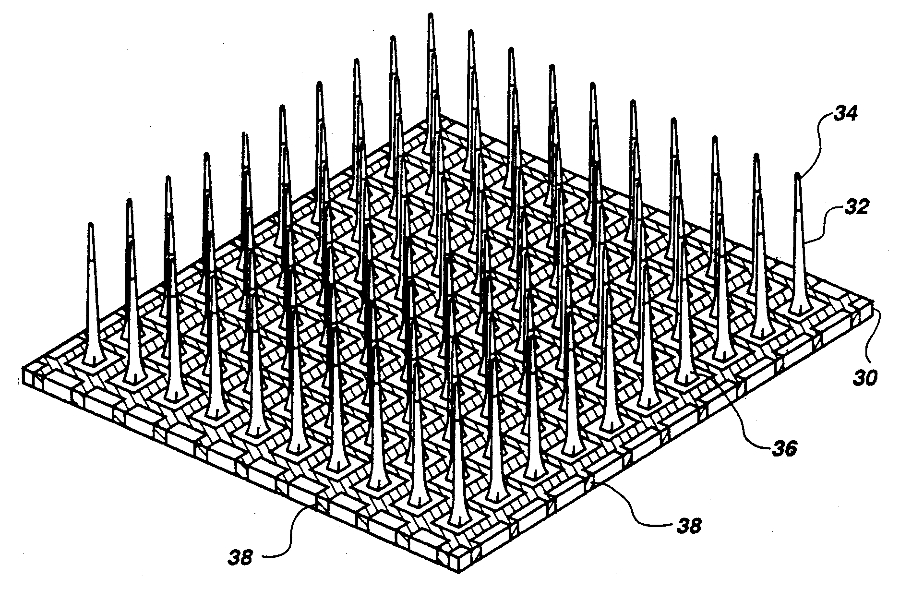
Schemat matrycy "Utah"

Implantowane elektrody domózgowe są wszczepiane do mózgu w celu połączenia z odpowiednim urządzeniem elektronicznym. Mogą one rejestrować potencjały elektryczne mózgu lub stymulować neurony impulsami elektrycznymi pochodzącymi ze źródła zewnętrznego.
Potencjalnie możliwe zastosowanie implantowanych elektrod domózgowych do przywrócenia utraconych zmysłów lub czynności ruchowych jest ciągle niepewne, osoby dotknięte porażeniami mogłyby odzyskać sprawność poprzez podłączenie protezy bezpośrednio do ich kory ruchowej, jednak technologia takiej neuroprotezy ciągle nie jest jeszcze w pełni gotowa. Jest natomiast wiele przykładów w literaturze implantowanych elektrod domózgowych służących rejestracji potencjałów elektrycznych neuronów działających przez kilka tygodni lub nawet miesięcy.